# De Troendes Skat och Klenodie, Som er Den foragtede JESUS af Nazareth, betragtet i nogle Psalmer
De Troendes Skat og Klenodie, Som er Den foragtede JESUS af Nazareth, betragtet i nogle Psalmer er en lille salmesamling, som er en del af hæftet De Troendes Skat og Klenodie, Som er Den foragtede JESUS af Nazareth, i Sin blodige Lidelse og bittre Korsens Død., som blev udgivet i København i 1758. 
Den var trykt hos Nicolas Møller; prisen var fem skilling. Året før, 1757,  var De Troendes Skat og Klenodie,  JESUS af Nazareth, I Sin fattige Fødsel og Blodige Omskiærelse blevet trykt og solgt for fire skilling. Hæfterne kunne købes hos Sr. Akerman paa det Kongl. Weysenhuus-Boglade og hos Sr. Pelt paa Børsen.
Hele hæftet blev efterset, og i trykken blev det signeret efter teksten:
Imprimatur,
In Fidem Protocolli Facultatis Theologieæ
J. Otto Bang, Dr.
Siderne indeholder 14 salmetekster, hovedsagelig oversat fra tysk til dansk, med melodihenvisninger.

## Salmer
- Jeg er en usel Madike. Mel.: Es segne uns Gott unser
- O! hvor er jeg fornøiet. Mel.: Hiertelig mig nu længes
- Min blodige Forbarmer. Mel.: O Gud! efter dig mig forlænger
- Jeg seer paa Jesu Kinder. Mel.: O Gud! efter dig mig forlænger
- Du i Hierte Jesu uden lige! Mel.: Und nun Gloria der
- Ak! hvad ved Jesu Kors mig skeer. Mel.: Es segne uns Gott unser
- Jesu sidste Dødsens-Slummer. Mel.: Schmücke dich O liebe Seele
- Mit Die hæstet bliver. Mel.: Hiertelig mig nu længes
- De gamle mørke Stunder. Mel.: O! Gud efter dig mig forlænger
- Velsgnet være det Guds Lam. Mel.:  Es segne uns Gott unser
- Er Hierte, Hand og Tanker. Mel.:  Hiertelig mig nu længes
- Kom hid og skuer nøie. Mel.:  O! Gud efter dig mig forlænger
- Hvorefter Kurrer Duen her. Mel.: Jesu söde Ihukommelse
- Korsfæste Frelsere! Jeg ved dit Kors vil blive. Mel.: O Gud, du fromme Gud!